# 李沈明
李沈明（1954年—），辽宁建昌人，汉族，中华人民共和国政治人物。

## 生平
毕业于河北化工学院，加入中国共产党。2013年，被选为全国人大代表。2018年2月24日，当选为第十三届全国人大代表。